# Chthonopes cavernicolus
Espèce
Chthonopes cavernicolus est une espèce d'araignées aranéomorphes de la famille des Theridiosomatidae.

## Distribution
Cette espèce est endémique du Laos.

## Publication originale
- Wunderlich, 2011 : Extant and fossil spiders (Araneae). Beiträge zur Araneologie, vol. 6, p. 1-640.